# Pere Miquel Carbonell
Pour les articles homonymes, voir Carbonell.
Pere Miquel Carbonell i de Solsona, né le 8 février 1434 à Barcelone et mort le 2 avril 1517 est un historien, notaire, humaniste et poète catalan.

## Œuvres
- (ca) Obra brocada de la gloriosa Magdalena parlant de penitentia, 1454.
- (la) Diuae Mariae Magdalenae oratio, 1454.
- (ca) Correspondencia con Joan Vilar, 1475.
- (ca) Correspondencia con Jeroni Pau, 1475.
- (ca) Correspondencia con Guillem Fuster, 1475.
- (ca) Correspondencia con Lorenzo Lippio, 1476.
- (la) De uiris illustribus catalanis, 1476.
- (la) Suoer facto expulsionis hereticorum iuderumque... nec non recuperatione Comitatum Ruscionis et Cerritaniae, 1493.
- (la) Epustula de consolatione pestilentiae, 1494.
- (ca) Genealogia dels comtes-reis, 1496.
- (ca) Dansa de la mort, 1497.
- (ca) Chròniques de Espanya, 1513.
- (la) Liber descriptionis reconciliatonisque purgationis et condemnationis haereticorum, 1516.
- (la) De exequiis sepultura et infirmitate Regis Ioannis Secundi, 1517.
- (la) Episcoporum Barcinonensium... ordo et numerus.
- (la) De la conservatió e duratió de la ciutat de Barcelona.
- (ca) Poemes catalans.